# Michael Kesselring
Michael Kesselring (New Hampton, Nuevo Hampshire, 13 de enero de 2000) es un jugador profesional estadounidense de hockey sobre hielo que se desempeña en la posición de defensor derecho en Arizona Coyotes, equipo de la National Hockey League (NHL).

## Carrera
Fue seleccionado en la sexta ronda en la NHL Entry Draft de 2018. En 2022 hizo su debut profesional con el equipo Arizona Coyotes, donde lleva jugando dos temporadas.